# 도화성
도화성(한국 한자: 都和成, 1980년 6월 27일 ~ )은 대한민국의 전 축구 선수이다. 인천에서 태어나 숭실대학교를 졸업한 뒤 부산 아이파크에 입단하였다.
2009년 초, 부산 아이파크에서 인천 유나이티드로 이적하였다.
그는 2005년 5월 29일 당시 부천 SK의 홈 부천종합운동장에서 부산 아이콘스(현 부산 아이파크) 소속으로 K리그 사상 최장거리(65m)의 골을 넣으며 종전의 기록인 고종수의 기록(57m)을 갱신하였다.
2011년, K리그 승부조작 사건에 연루되어 영구 제명 처분이 내려졌다.
2017년부터 인천에서 프로축구 에이전트를 운영하면서 에이전트 사기 혐의로 재판에 넘겨져 2020년 2월 벌금 300만 원을 선고받았다. 2021년 2월, 인천지방법원은 사기 혐의로 징역 1년 6개월을 선고하고 법정 구속하였다.

## 학력
- 숭실대학교
- 부평고등학교
- 만수중학교
- 인천만수북초등학교